# Piège

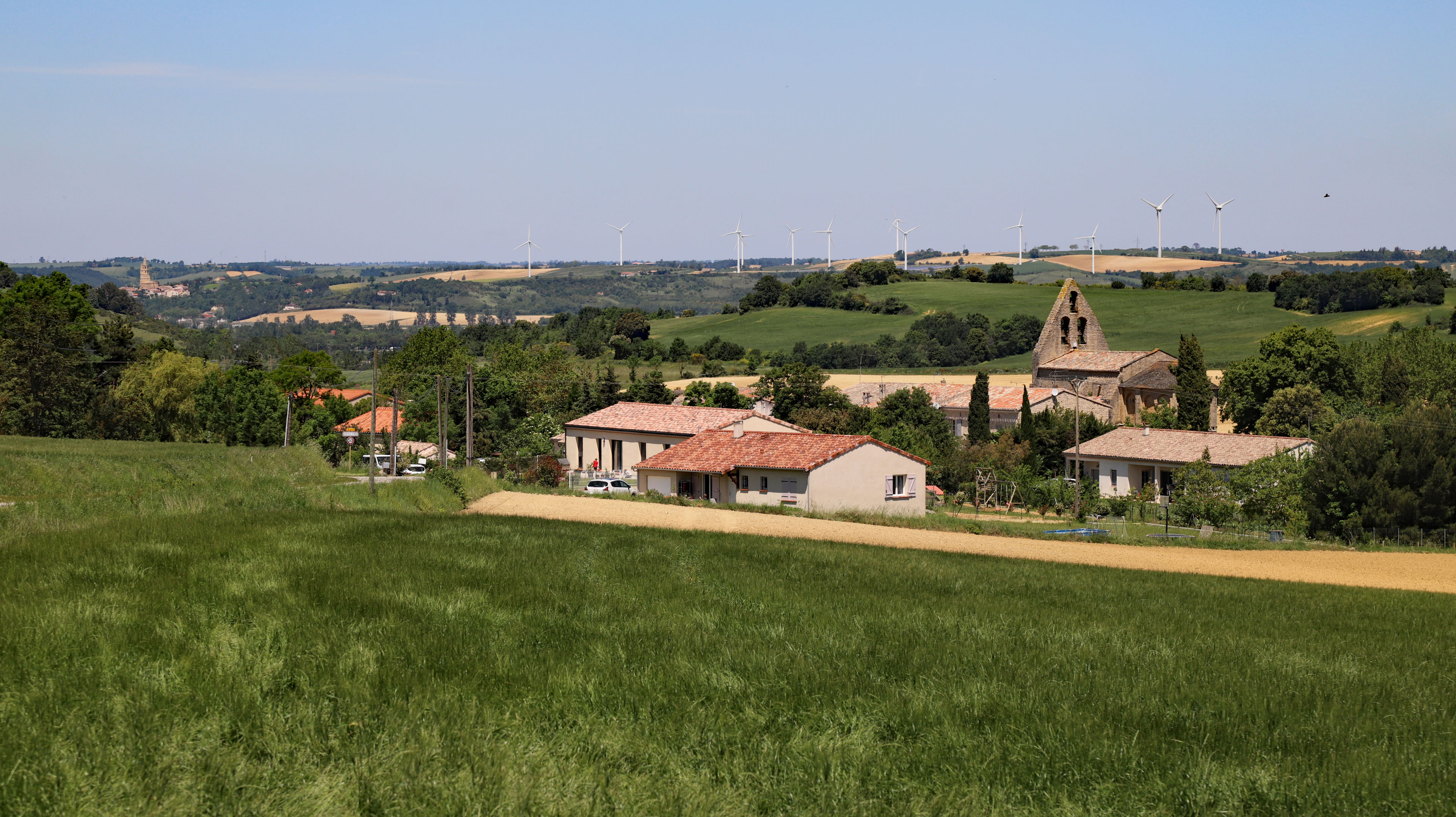
Baraigne, al norte de Piège.

Piège es una pequeña región natural francesa situada en la parte occidental del departamento del Aude. También limita con algunos municipios del noreste del departamento de Ariège. Es una parte del territorio de Lauragais, limitada al norte por el Canal du Midi, al sur y al oeste por el valle del Hers-Vif, y que se extiende hacia el Razès al este y el Quercorb al sureste.

## Geografía
Está situado en el extremo occidental del departamento del Aude, en la frontera de los departamentos de Alto Garona y Ariège. Está abastecida por el valle Hers-Vif y sus afluentes el Vixiège y el Ganguise, y el Hers-Mort.
El territorio del Piège corresponde a los antiguos cantones de Belpech, Fanjeaux y Salles-sur-l'Hers, a los que se añaden todos los municipios incluidos en un perímetro paisajístico similar, limitado al sur por el valle del Hers-Vif y que domina al este las colinas bajas del Razès y el valle del Sou de Val de Daigne, incluso en Ariège.
Está formado por colinas molásicas situadas entre las estribaciones de los Pirineos y la llanura del Lauragais.

## Historia
La línea de Castelnaudary a Belpech (El tranvía de La Piège), creada en 1903 para abrir la región, cesó su actividad en 1933 por falta de rentabilidad y por la competencia de la carretera.
El 24 de julio de 2018, durante la 16.ª etapa del Tour de Francia 2018 de Carcasona a Bagnères-de-Luchon, cerca de Fanjeaux, una manifestación de una veintena de agricultores decididos y partidarios del colectivo "Pour que Vive la Piège" bloqueó el paso de los ciclistas con balas de paja y un rebaño de ovejas antes de que se administraran gases lacrimógenos. Estos agricultores protestaban por la pérdida de la clasificación de la Unión Europea de esta pequeña región agrícola de La Piège como zona agrícola desfavorecida, que no presenta ninguna característica que la califique como tal.
La carrera fue neutralizada durante un cuarto de hora, pero se permitió reanudarla. Se ordenó una investigación judicial.
Una parte del territorio (en el departamento de Aude) está clasificada en el inventario nacional del patrimonio natural Natura 2000.